# A magyar első osztályú labdarúgó-bajnokságban szerepelt csapatok listája
1901 és 2025 között a magyar labdarúgó bajnokság első osztályában szerepelt összes csapatot tartalmazza az alábbi táblázat, a bajnokságban való első szereplés sorrendjében. Eddig 105 csapat játszott a legjobbak között, a fúziók és a különböző átalakulások révén több, mint száz néven. Ezeket a fontosabb változásokat is tartalmazza a táblázat.

## A táblázat

### Oszlopok
| Csapat neve      | A jelenlegi vagy a megszűnéskori legutolsó nevet tartalmazza, de megszűnt csapatoknál előfordulhat, hogy a legismertebb név szerepel |
| Működés          | Alapítás éve, megszűnés éve, újraalapítás éve                                                                                        |
| Első idény       | Az első idény, amikor az első osztályban szerepelt a csapat                                                                          |
| Idények          | Az első osztályban eltöltött idények száma                                                                                           |
| Névváltoztatások | A csapat névváltozatai és azok időszakai. Szponzorok változásai miatti névváltozások általában nem szerepelnek itt                   |
| Megjegyzések     | Fúziók, beolvadások ideje, illetve a csapat mozaik neve                                                                              |

### Sorok
|  | A 2024-2025-ös idényben az NB I-ben szereplő csapatok       |
|  | A 2024-2025-ös idényben az NB II-ben szereplő csapatok      |
|  | A 2024-2025-ös idényben alsóbb osztályban szereplő csapatok |
|  | Megszűnt csapatok                                           |

A táblázat a 2024-2025-ös idény adatait is tartalmazza.

## 1901–1926 között
| #   | Csapat neve            | Település                                                                                         | Működés             | Első idény | Idények | Névváltoztatások | Megjegyzések |
| --- | ---------------------- | ------------------------------------------------------------------------------------------------- | ------------------- | ---------- | ------- | --- | --- |
| 1.  | Budapesti TC           | Budapest                                                                                          | 1885–1926 2000–2002 | 1901       | 20      | | BTC |
| 2.  | Magyar Úszó Egyesület  | Budapest                                                                                          | 1893–1948           | 1901       | 5       | | MÚE |
| 3.  | Ferencvárosi TC        | Budapest IX. (Ferencváros)                                                                        | 1899                | 1901       | 120     | 1899–1949: Ferencvárosi TC →1926–1944: Ferencvárosi FC (profi) 1949–1950: ÉDOSZ (Élelmiszeripari Dolgozók Országos Szakszervezete) 1951–1956: Budapesti Kinizsi Sport Egyesület 1956–: Ferencvárosi TC | FTC |
| 4.  | Budapesti SC           | Budapest                                                                                          | 1900–1906           | 1901       | 2       | | BSC |
| 5.  | Műegyetemi AFC         | Budapest                                                                                          | 1897                | 1901       | 5       | 1897–1903: Műegyetemi FC 1903–1951: Műegyetemi AFC 1951–1954: Disz FSE 1954–1955: Budapesti Haladás 1956–: Műegyetemi AFC | MAFC 1951–55: BEAC-cal közösen |
| 6.  | 33 FC                  | Budapest III. (Óbuda)                                                                             | 1900–1958, 2011-    | 1902       | 28      | 1900–1926: 33 FC 1926–1929: Budai 33 1929–1949: Budai 11 1949–1957: Ganzvillany 1957–1958: Dohánygyár | |
| 7.  | MTK                    | Budapest                                                                                          | 1888                | 1903       | 111     | 1888–1940: MTK →1926–1940: Hungária FC(profi) 1945–1949: MTK 1949–1950: Budapesti Textiles 1950–1952: Budapesti Bástya 1952–1956: Budapesti Vörös Lobogó 1956–1975: MTK 1975–1992: MTK-VM (Vörös Meteor) 1992–1996: MTK FC 1998: MTK Hungária FC 1998–2003: MTK Hungária FC 2003–: MTK Budapest FC | Magyar Testgyakorlók Köre 1940-től 1945-ig átmenetileg nem működött. 1975-ben egyesült a VM Egyetértéssel.                                                                                       |
| 8.  | Budapesti Postás SE    | Budapest                                                                                          | 1899                | 1903       | 7       | 1899–1950: Postás SE 1950–1954: Budapesti Postás SE 1954–1956: Bp. Törekvés SE 1956–2024: Postás SE | 1950-ben a Szentlőrinci AC beolvadt 1954-ben Bp. Törekvés SE néven egyesült a Bp. Előrével és a Bp. Lokomotívval 1956-ban szétvált: Postás SE-re, BKV Előre SC-re, BVSC-re és Szentlőrinci AC-ra |
| 9.  | Magyar AC              | Budapest                                                                                          | 1875–1946           | 1903       | 17      | | MAC |
| 10. | Törekvés SE            | Budapest                                                                                          | 1900                | 1903       | 24      | 1900–1951: Törekvés SC 1951–1955: Kőbányai Lokomotív 1955–1957: Kőbányai Törekvés 1957–1958: Haladás 1958–: Törekvés SE | |
| 11. | Terézvárosi TC         | Budapest VII. (Terézváros)                                                                        | 1902–1949           | 1904       | 13      | 1902–1909: Fővárosi TC 1909–1949: Terézvárosi TC | TTC |
| 12. | Újpest FC              | Újpest 1950-ig Budapest IV. (Újpest) 1950-től                                                     | 1885                | 1905       | 118     | 1885–1949: Újpesti TE →1926–1944: Újpest (profi) 1950–1956: Bp. Dózsa 1956–1990: Újpesti Dózsa 1990–1999: Újpesti TE 1999–: Újpest FC | |
| 13. | Budapesti AK           | Budapest                                                                                          | 1900–1947, 2018-    | 1906–07    | 13      | | BAK |
| 14. | Tipográfia TE          | Budapest                                                                                          | 1903                | 1906–07    | 3       | 1903–1934: Typographia FC 1934–1945: Typographia Nyomda 1945–1950: Typographia FC 1950–56: Szikra 1956–: Typographia TE | |
| 15. | Nemzeti SC             | Budapest                                                                                          | 1906–1950           | 1909–10    | 21      | 1906–1949: Nemzeti SC →1926–1944: Nemzeti FC (profi) 1949–1950: Nemzeti-Markus | NSC |
| 16. | III. Kerületi TVE      | Budapest III. (Óbuda)                                                                             | 1887–2002 2003      | 1911–12    | 25      | 1887–1926: III. Kerületi TVE 1926–1927: III. Kerületi TVAC 1927–1938: III. Kerületi FC 1938–1945: III. Kerületi TVE 1945–1948: III. Kerületi MADISZ 1948–1949: III. Kerületi TVE 1949–1951: III. Kerületi Textiles 1951–1952: III. Kerületi Vörös Lobogó 1952–1953: III. Kerületi Vörös Lobogó Textilfestő 1953–1957: III. Kerületi Textilfestő 1957–1959: III. Kerületi TVE 1959–1994: III. Kerületi TTVE 1994–1998: III. Kerületi TVE 1998–2000: III. Kerületi FC 2003–: III. Kerületi TUE | 1889-ben fuzionált a Budai FCS-vel 1926–1927: fuzionált a VAC-cal 2000–2002: fuzionált a Csepel SC-vel                                                                                           |
| 17. | Vasas SC               | Budapest XIII. (Angyalföld)                                                                       | 1911                | 1916–17    | 88      | | 2003-tól a Kecskeméti FC jogutódaként szerepel. |
| 18. | Budapest Honvéd FC     | Kispest 1950-ig Budapest XIX. (Kispest) 1950-től                                                  | 1909                | 1916–17    | 107     | 1909–1949: Kispesti AC →1926–1944: Kispest (profi) 1949–1991: Bp. Honvéd SE 1991–2003: Kispesti Honvéd FC 2003: Budapest Honvéd FC | |
| 19. | Fővárosi TK            | Budapest                                                                                          | 1906–1926           | 1916–17    | 1       | 1906–1926: Fővárosi Testedző Kör | 1926: Turul FC néven egyesül a Zuglói VII. Kerületi AC-cal |
| 20. | Budapesti MÁVAG        | Budapest                                                                                          | 1910–?              | 1918–19    | 4       | 1910–31: MÁV Gépgyár 1931–1950: Budapesti MÁVAG 1950–1956: Vasas-MÁVAG 1956–1959: Budapesti MÁVAG 1959–: Ganz-Mávag-Vasas SE | |
| 21. | Újpesti Törekvés SE    | Újpest 1950-ig Budapest IV. (Újpest) 1950-től                                                     | 1908–1957           | 1919–20    | 2       | | |
| 22. | VII. Kerületi SC       | Budapest                                                                                          | 1913–1923           | 1920–21    | 2       | 1913–1921: Festőmunkások LE 1921–1923: VII. Kerületi SC | 1923: egyesül a Zuglói AC-vel |
| 23. | Vívó és Atlétikai Club | Budapest                                                                                          | 1906–1949           | 1921–22    | 5       | 1906–1926: Vívó és Atlétikai Club 1926–1927: fúzió 1927–1949: Vívó és Atlétikai Club | VAC 1926–1927: fúzió a III. Kerületi TVE-vel III. Kerületi TVAC néven |
| 24. | Zuglói AC              | Budapest XIV. (Zugló)                                                                             | 1911–1950           | 1922–23    | 3       | 1911: Zuglói AC 1911–1915: Zuglói SC 1915–1919: Zuglói Turul SC 1919–1920: Zuglói Munkás TE 1920–1923: Zuglói AC 1923–1926: Zuglói VII. Kerületi AC 1926–1932: Turul FC 1932–1949: Zuglói AC 1949–1950: Budapesti Gyárépítők SE | 1911: egyesül a Zuglói Testvériség SC-cal 1915: egyesül a Turul SC-cal 1923: egyesül a Zuglói VII. Kerületi SC-cal 1926: egyesül a Fővárosi TK-cal 1950: egyesül a Budafoki LC-vel               |
| 25. | Budapesti EAC          | Budapest                                                                                          | 1898                | 1924–25    | 2       | 1898–1949: Budapesti Egyetemi AC 1949–1950: Budapesti Metesz 1950–1951: Disz FSE 1951–1954: Budapesti Haladás 1954: Budapesti Egyetemi AC | BEAC 1950–54: közösen a MAFC-cal |
| 26. | Erzsébetfalvi TC       | Erzsébetfalva 1924-ig Pesterzsébet 1924-től 1932-ig Pestszenterzsébet 1932-től (ma: Budapest XX.) | 1909–1935           | 1925–26    | 1       | | 1935: egyesül a Soroksár FC-vel |

## 1926–1944 között
| #   | Csapat neve          | Település                                                    | Működés          | Első idény | Idények | Névváltoztatások | Megjegyzések |
| --- | -------------------- | ------------------------------------------------------------ | ---------------- | ---------- | ------- | --- | --- |
| 27. | Sabária SC           | Szombathely                                                  | 1919–1932        | 1926–27    | 5       | 1919–1926: Szombathelyi AK 1926–1932: Sabária SC | |
| 28. | Szegedi AK           | Szeged                                                       | 1899–1976        | 1926–27    | 22      | 1899–1926: Szegedi AK 1926–1931: Bástya FC 1931–1940: Szeged FC 1940–1949: Szegedi AK 1949–1950: Szegedi MTE 1950–1957: Szegedi Petőfi 1957–1976: Szegedi AK | 1976-ban beolvadt a Szegedi EOL-ba |
| 29. | Bocskai FC           | Debrecen                                                     | 1926–1940        | 1927–28    | 13      | 1926–1927: Debreceni KSE 1927–1940: Bocskai SC | |
| 30. | Attila FC            | Miskolc                                                      | 1926–1936        | 1927–28    | 7       | | |
| 31. | Somogy FC            | Kaposvár                                                     | 1926–1936        | 1928–29    | 6       | | |
| 32. | Pécs-Baranya         | Pécs                                                         | 1927–1932        | 1929–30    | 2       | | A Pécsi AC és Pécsi SC egyesülése révén jött létre |
| 33. | Soroksár FC          | Soroksár 1950-ig Budapest XX. 1950-től (ma: Budapest XXIII.) | 1911–1958, 1999- | 1932–33    | 10      | 1911–1935: Soroksári FC 1935–1948: Erzsébet-Soroksár 1948–1950: Soroksár ESE 1950–1958: SORTEX | 1935-ben egyesült az Erzsébetfalvi TC-vel 1948-ban egyesült a Soroksári Textillel. Jogutódja az 1999-ben alapított Soroksár SC. |
| 34. | Phőbus FC            | Budapest                                                     | 1932–1957        | 1933–34    | 6       | | |
| 35. | Gamma FC             | Budapest                                                     | 1918–1950        | 1935-36    | 14      | 1932–1939: Budafok FC 1939–1944: Gamma FC 1945–1946: Budai Barátság SE 1946: Budai Munkás SE 1947–1949:MATEOSZ MSE 1949–1950: Bp. Teherfuvar SE | 1939: Gamma FC néven egyesült a Budafok FC és a Szentimrevárosi SE (korábban Gammagyár) |
| 36. | Salgótarjáni BTC     | Salgótarján                                                  | 1920–1984        | 1935–36    | 38      | 1920–1925: Salgótarjáni BTC 1925–1933: Bányatelepi TC 1933–1950: Salgótarjáni BTC 1950–1951: Salgótarjáni Tárna 1951–1956: Salgótarjáni Bányász 1956–1977: Salgótarjáni BTC 1977–1984: Salgótarjáni TC | |
| 37. | Elektromos SE        | Budapest                                                     | 1922             | 1936–37    | 10      | 1921–1945: Elektromos SC →1936–1944: Elektromos FC (profi) 1945–1951: Elektromos Munkás 1951–1957: Vasas Elektromos 1957–: Elektromos SE | |
| 38. | Szombathelyi Haladás | Szombathely                                                  | 1919             | 1936–37    | 62      | 1919–1926: Szombathelyi Haladás VSE 1926–1936: Szombathelyi MÁV 1936–1948: Szombathelyi Haladás VSE 1948–1951: Szombathelyi VSE 1951–1954: Szombathelyi Lokomotív 1954–1956: Szombathelyi Törekvés 1956–1996: Szombathelyi Haladás VSE 1996–1997: Haladás VFC 1997–2002: Haladás 2002–2004: Lombard FC Haladás 2004: Szombathelyi Haladás FC     | 2002-ben a Lombard FC áttette a székhelyét Tatabányáról Szombathelyre. 2004-ben a Lombard FC Pápára tette át a székhelyét, attól kezdve a Haladás a Pápai ELC jogutódaként szerepel. |
| 39. | Szürketaxi FC        | Budapest                                                     | 1932             | 1937–38    | 3       | 1932–1936: Taxi 1936–1937: Szürketaxi FC 1937–1945: Taxisok 1945–1947: Taxi 1947–1949: Autotaxi Fuvarozók SDSE 1949–1957: Előre Taxi 1957–1978: Autotaxi Munkás 1978–: FŐTAXI | |
| 40. | Győri ETO FC         | Győr                                                         | 1904             | 1937–38    | 71      | 1904–1949: Győri ETO 1949–1950: Győr 1950–1957: Győri Vasas 1957–1958: Magyar Vagon és Gépgyár ETO 1958–1968: Győri Vasas ETO 1968–1990: Rába Vasas ETO →(sportsajtóban: Rába ETO) 1990–1994: Győri Rába ETO 1994: ETO FC Győr 1995: Győri FC 1995–: Győri ETO FC                                                                                | |
| 41. | Szolnoki MÁV FC      | Szolnok                                                      | 1910             | 1938–39    | 10      | 1910–1949: Szolnoki MÁV 1949–1955: Szolnoki Lokomotív 1955–1956: Szolnoki Törekvés 1956–1979: Szolnoki MÁV 1979–: Szolnoki MÁV MTE | |
| 42. | Zuglói SE            | Budapest XIV. (Zugló)                                        | 1921             | 1938–39    | 4       | 1921–1941: Zuglói SE 1941–1944: Zuglói Danuvia 1944–1946: Zuglói MADISZ 1946–: Zuglói Barátság / Mogürt SC | |
| 43. | Kassai AC            | Kassa                                                        | 1901             | 1939–40    | 1       | 1901–1906: Kassai AC 1906–1918: Kassai SE, Jugósz SE 1918–?: Kassai AC | |
| 44. | Csepel SC            | Csepel 1950-ig Budapest XXI. (Csepel) 1950-től               | 1912–2001 2006   | 1940–41    | 51      | 1912–1932: Csepeli TK 1932–1937: Csepel FC 1937–1944: Weisz Manfréd FC Csepel →(rövidnév: WMFC Csepel) 1944–1947: Csepel SC 1947–1950: Csepeli Munkás TE 1950–1956: Csepeli Vasas 1956–1957: Csepel SC 1957–1958: Csepeli Vasas 1958–1993: Csepel SC 1993–1995: Csepel Kordax 1995–2000: Csepel SC 2000–2001: Csepel-Auto Trade 2006–: Csepel FC | |
| 45. | Diósgyőri VTK        | Diósgyőr 1950-ig Miskolc 1950-től                            | 1910             | 1940–41    | 57      | 1918–1938: Diósgyőri IK / VLI / VTK 1938–1945: Diósgyőri AC, Diósgyőri MÁVAG 1945–1951: Diósgyőri VTK 1951–1956: Diósgyőri Vasas 1956–1992: Diósgyőri VTK 1992–2000: Diósgyőri FC 2000–: Diósgyőri VTK | DVTK 2000-ben a Diósgyőri FC megszűnt, de a DVTK a körzeti bajnokságban újraindult. A 2000–2001-es idény téli szünetében a DVTK fuzionált a Borsod Volán csapatával, majd a 2001–2002-es idényre bajnoki osztályt cserélt a Bőcsi KSC-vel. 2003-ban a Monori SE jogutódaként jött létre a DVTK 1910. 2004-ben a Balaton FC jogutódaként jött létre a DVTK-BFC. |
| 46. | BKV Előre SC         | Budapest                                                     | 1912             | 1940–41    | 4       | 1912–1923: Budapesti VKT 1923–1946: BSzKRt SE 1946–1954: Bp. Előre 1954–1956: Bp. Törekvés SE 1956–: BKV Előre SC | 1954-ben fuzói a Bp. Postással, és a Bp. Lokomotívval Budapesti Törekvés SE néven 1956-ban szétváltak |
| 47. | Tokod ÜSC            | Tokod                                                        | 1926             | 1940–41    | 1       | 1926–1956: Tokod ÜSC 1956–: Tokod Üveggyár | |
| 48. | Nagyváradi AC        | Nagyvárad                                                    | 1910–1963, 2017- | 1941–42    | 3       | 1910–1945: Nagyváradi AC →(román neve: CA Oradea) 1945–1948: Libertatea Oradea 1948–1951: IC Oradea 1951–1958: Progresul Oradea 1958–1961: CS Oradea 1961–1963: Crişana Oradea | NAC |
| 49. | Újvidéki AC          | Újvidék                                                      | 1897             | 1941–42    | 3       | 1897–1945: Újvidéki AC 1945: Novi Sad AK | |
| 50. | Kolozsvári AC        | Kolozsvár                                                    | 1880–1948 1907   | 1941–42    | 3       | 1880–1945: Kolozsvári AC →(román neve: CA Cluj) 1945–1948: Ferar-Cluj →(magyar neve: Kolozsvári Vasas) | 1948-ban beolvadt CFR Cluj csapatába, melyet 1907-ben Kolozsvári Vasutas SC néven alapítottak. |
| 51. | Lampart FC           | Budapest                                                     | 1937–1966        | 1941–42    | 1       | 1937–1938: FÉG-Lampart 1938–1943: Lampart FC 1943–1945: Fegyvergyári SK 1945–1966: Lampart FC | |
| 52. | Szegedi VSE          | Szeged                                                       | 1919             | 1941–42    | 2       | 1919–1941: Szegedi VSE 1941–1949: Tisza Szegedi VSE 1949–1953: Szegedi Lokomotív 1953–1957: Szegedi Törekvés 1957–: Szegedi VSE | |
| 53. | Debreceni VSC        | Debrecen                                                     | 1902             | 1943–44    | 50      | 1902–1912: Egyetértés FC 1912–1948: Debreceni VSC 1948–1949: Debreceni VSE 1949–1955: Debreceni Lokomotív 1955–1956: Debreceni Törekvés 1957–1979: Debreceni VSC 1979–1989: Debreceni MVSC 1989–: Debreceni VSC | DVSC |

Az 1944–1945-ös idényben az élvonalban szerepelt az Ungvári AC, de a második világháború miatt a bajnokság félbeszakadt, az 1945 tavaszán újraindult magyar élvonalban az Ungvár már nem volt ott.

## 1945–1956 között
| #   | Csapat neve                 | Település                                                                                      | Működés   | Első idény | Idények | Névváltoztatások | Megjegyzések |
| --- | --------------------------- | ---------------------------------------------------------------------------------------------- | --------- | ---------- | ------- | --- | --- |
| 54. | Erzsébeti Spartacus MTK LE  | Erzsébetfalva 1924-ig Pesterzsébet 1924–1932 Pestszenterzsébet 1932–1950 Budapest XX. 1950-től | 1907      | 1945-tav   | 3       | 1907–1939: Erzsébeti MTK 1939–1945: Pesterzsébeti MTK 1945–1949: Erzsébeti MTK 1949–1956: Pesterzsébeti Vasas 1956–1958: Erzsébeti MTK 1958–1970: Erzsébeti VTK 1970–1974: Erzsébeti MTK 1974–: Erzsébeti Spartacus MTK                                                                            | ESMTK |
| 55. | Ganz-Mávag SE               | Budapest                                                                                       | 1903      | 1945–tav   | 1       | 1903–1921: Ganzgyári SE 1921–1946: Ganz VTSE 1946–1951: Ganz Vasas 1951–1956: Vasas Gaznvagon 1956–1958: Ganz SE 1958–1959: Vasas Ganzvagon 1959–: Ganz Mávag SE | 1959-ben a Budapesti MÁVAG beolvadt |
| 56. | Szentlőrinci AC             | Pestszentlőrinc 1950-ig Budapest XVIII. (Pest[szent]lőrinc)                                    | 1908      | 1945–46    | 4       | 1908–1950: Szentlőrinci AC 1956–?: Szentlőrinci AC ?–: 1908 Szentlőrinci AC | 1950-ben beolvadt a Postás SE-be, majd 1956-ban kivált |
| 57. | Dorog FC                    | Dorog                                                                                          | 1914      | 1945–46    | 22      | 1914–1949: Dorogi AC 1949–1950: Dorogi Tárna 1950–1956: Dorogi Bányász 1956–1957: Dorogi AC 1957–?: Dorogi Bányász ?–: Dorogi FC | |
| 58. | Pécsi VSK                   | Pécs                                                                                           | 1919      | 1945–46    | 3       | 1919–49: Pécsi VSK 1949–55: Pécsi Lokomotív 1955–56: Pécsi Törekvés 1956–: Pécsi VSK | PVSK |
| 59. | Kőbányai Barátság           | Budapest X. (Kőbánya)                                                                          | ?         | 1945–46    | 1       | | |
| 60. | Herminamezei AC             | Budapest XIV. (Herminamező)                                                                    | ?–?       | 1945–46    | 1       | | HAC |
| 61. | Újpesti MTE                 | Újpest 1950-ig Budapest IV. 1950-től                                                           | ?–1951    | 1945–46    | 2       | ?–1949: Újpesti Munkás TE 1949–1951: Bőripari DSE | 1949-ben egyesült a Wolfner SE-vel Bőripari DSE néven |
| 62. | Budafoki LC                 | Budafok 1950-ig Budapest XXII. 1950-től                                                        | 1912      | 1945–46    | 2       | 1912–?: Budafoki MTE 1993–: Budafoki LC | BMTE |
| 63. | Békéscsaba 1912 Előre       | Békéscsaba                                                                                     | 1912      | 1945–46    | 27      | 1912–1933: Békéscsabai Előre MTE 1933–1945: Békéscsabai Törekvés SE 1945–1950: Békéscsabai Előre MTE 1950–1963: Békéscsabai Építők 1963–1970: Békéscsabai Előre SC 1970–1991: Békéscsabai Előre SSC 1991–1998: Békéscsabai Előre FC 1998–2005: Előre FC Békéscsaba 2005–: Békéscsaba 1912 Előre SE | |
| 64. | Dózsa MADISZ                | Budapest IX.                                                                                   | ?         | 1945–46    | 1       | | |
| 65. | Pereces TK                  | Pereces 1950-ig Miskolc 1950-től                                                               | 1920–1975 | 1946–47    | 1       | 1920–1949: Pereces TK 1949–1951: Pereces Tárna 1951–1957: Pereces Bányász 1957–1959: Pereces TK 1959–1975: Pereces Bányász | |
| 66. | Testvériség SE              | Rákospalota 1950-ig Budapest XV. 1950-től                                                      | 1909      | 1946–47    | 1       | 1909–1949: Testvériség SE 1949–1954: Rákospalotai Lokomotív 1954–1957: Rákospalotai Törekvés 1957–: Testvériség SE | |
| 67. | FC Tatabánya                | Tatabánya                                                                                      | 1910      | 1948–49    | 44      | 1910–1949: Tatabányai SC 1949–1950: Tatabánya Tárna 1950–1992: Tatabányai Bányász SC 1992–1995: Tatabányai SC 1995–1996: Tatabányai FC 1996–2002: Lombard FC Tatabánya 2002–: FC Tatabánya | TBSC A Lombard FC 2002-ben áttette székhelyét Tatabányáról Szombathelyre, az addig a Csepel SC csapatát működtető Sziget Foci Kft. áttette székhelyét Tatabányára. |
| 68. | Kistext                     | Kispest (1950-ig) Budapest XIX.                                                                | 1927      | 1948–49    | 1       | 1927–1939: Kispesti Textilgyár 1939–1951: Kistext 1951–1957: Vörös Lobogó Kistext 1957–: Textilgyári SE Kispest | |
| 69. | Goldberger AC               | Budapest XI. (Kelenföld)                                                                       | 1928      | 1948–49    | 1       | 1928–1950: Goldberger AC 1950–1951: Kelenföldi Textil 1951–1956: KELTEX 1956–1968: Goldberger AC 1968–: KELTEX | |
| 70. | Nagykanizsai Olajbányász SE | Nagykanizsa                                                                                    | 1945–?    | 1949–50    | 4       | 1945–1949: MAORT Munkás 1949–1950: Nagykanizsai Olajmunkás 1950–1957: Nagykanizsai Bányász 1957–1959: Nagykanizsai Zrinyi 1959–1966: Nagykanizsai Bányász 1966–1996: Nagykanizsai Olajbányász SE 1996–1999: Nagykanizsai Olajbányász FC 1999–2002: Nagykanizsa FC                                  | |
| 71. | Szegedi EAC                 | Szeged                                                                                         | 1921      | 1951       | 26      | 1921–1940: Szegedi KEAC 1940–1948: Szegedi EAC 1948–1953: Szegedi Honvéd 1953–1956: Szegedi Haladás SE 1956–1969: Szegedi EAC 1969–1976: Szegedi EOL 1976–1985: Szegedi EOL AK 1985–1987: SZEOL Délép 1987–1993: Szeged SC 1993: Szeged TE 1993–1995: Szeged FC 1995–1999: Szegedi EAC             | 1976-ban fuzionált a Szegedi AK-kal Szegedi EOL AK néven |
| 72. | Dunaújváros FC              | Dunaújváros (1961-ig Sztálinváros)                                                             | 1951-2007 | 1953       | 20      | 1951–1952: Dunapentelei Vasas 1952–1953: Sztálin Vasmű Építői 1953–1957: Sztálinvárosi Vasas 1957–1961: Dunapentelei Vasas 1961–1990: Dunaújvárosi Kohász SE 1990–1998: Dunaferr SE 1998–2003: Dunaferr 2003–2009: Dunaújváros FC                                                                  | 2003-tól a Fóti SE jogutódaként szerepelt. |
| 73. | Vasas Izzó MTE              | Budapest IV. (Újpest)                                                                          | 1951–1987 | 1954       | 3       | 1951–1957: ÚTE Izzó 1957–1959: Újpesti Tungsram 1959–?: Bp. Vasas Izzó SK ?–1987: Vasas Izzó MTE | 1987-ben beolvadt a Váci Izzó MTE-be |
| 74. | Pécsi Mecsek FC             | Pécs                                                                                           | 1950      | 1955       | 50      | 1950–1956: Pécsi Dózsa SC 1956–1957: Pécs-Baranya Dózsa 1957–1973: Pécsi Dózsa SC 1973–1996: Pécsi Munkás SC 1996: Pécsi Mecsek FC | 1973-ban négy egyesület fuzionált: a Pécsi Dózsa, az Ércbányász SC a Helyiipari SC és a Pécsi Építők 1974-ben a Pécsi Bányász is csatlakozott Az 1999–2000-es idény téli szünetében a másodosztályú PMFC megvásárolta a Gázszer FC élvonalbeli indulási jogát, a másodosztályú jogot pedig eladta a REAC-nak. |
| 75. | Szolnoki Légierő SK         | Szolnok                                                                                        | 1951–1957 | 1955       | 1       | 1951–1953: Honvéd Iljusin 1953–1957: Szolnoki Légierő | 1957-ben fuzionált a Vasas Ikarus-szal és Mátyásföldi SC-vel 1961-ben a klub Budapestre költözött |

## 1957–1990 között
| #   | Csapat neve                  | Település                                 | Működés        | Első idény | Idények | Névváltoztatások | Megjegyzések |
| --- | ---------------------------- | ----------------------------------------- | -------------- | ---------- | ------- | --- | --- |
| 76. | Komlói Bányász SK            | Komló                                     | 1922           | 1957–58    | 12      | 1922–1931: Komló SC 1931–1949: Komlói SE 1949–1951: Komlói Szakszervezeti Egyesület 1951: Komlói Bányász SK | |
| 77. | Budapesti VSC                | Budapest XIV. (Zugló)                     | 1911           | 1958–59    | 10      | 1911–1914: Budapesti VSC 1914–1946: Konzum 1946–1954: Budapesti Lokomotív 1956–1997: Budapesti VSC 1997–1999: BVSC-Zugló 1999–2001: Budapesti VSC | BVSC 1954–1956: között egyesült a Budapesti Előrével és a Budapesti Postással Budapesti Törekvés SE néven |
| 78. | Miskolci VSC                 | Miskolc                                   | 1911           | 1958–59    | 1       | 1911–1949: Miskolci VSC 1949–1954: Miskolci Lokomotív 1954–1956: Miskolci Törekvés 1956–: Miskolci VSC | |
| 79. | Ózdi FC                      | Ózd                                       | 1909–1995 1995 | 1961–62    | 4       | 1909–1939: Ózdi Vasgyári SE 1939–1944: Ózdi MOVE 1944–1958: Ózdi Vasas 1958–1995: Ózdi Kohász 1995-től Ózdi FC | 1995-ben kivált a klubból Ózdi FC néven. |
| 80. | Egri FC                      | Eger                                      | 1950           | 1967       | 6       | 1950–77: Egri Dózsa SE 1977–: Eger SE Egri FC | |
| 81. | VM Egyetértés SC             | Budapest                                  | 1907–1975      | 1968       | 5       | 1907–1949: Egyetértés SC 1949–1956: Vendéglátóipari 1956–1972: Egyetértés SC 1972–1975: VM Egyetértés SC | VM: Vörös Meteor 1975-ben beolvadt az MTK-ba, az új név MTK-VM lett. |
| 82. | Videoton FC                  | Székesfehérvár                            | 1941           | 1968       | 56      | 1941–1942: Vadásztölténygyári SK 1942–1944: MOVE 1944–1948: Székesfehérvári SE 1948–1950: Székesfehérvári Dolgozók SE 1950–1962: Székesfehérvári Vasas SK 1962–1968: Székesfehérvári VT Vasas 1968–1990: Videoton SC 1990–1992: Videoton-Waltham SC 1992–1993: Videoton-Waltham FC 1993–1995: Parmalat FC 1995–1996: Fehérvár-Parmalat FC 1997–2005: Videoton FCF 2005–2009: FC Fehérvár 2009–:Videoton FC | |
| 83. | Zalaegerszegi TE             | Zalaegerszeg                              | 1920           | 1972–73    | 42      | 1920–1939: Zalaegerszegi TE 1957–1959: Zalaegerszegi Ruhagyár 1959–1996: Zalaegerszegi TE 1996–: Zalaegerszegi TE FC | 1939–1957: átmenetileg nem működött |
| 84. | Kaposvári Rákóczi FC         | Kaposvár                                  | 1923           | 1975–76    | 16      | 1923–1944: Kaposvári Rákóczi SE 1945–1946: Kaposvári Barátság 1946–1949: Kaposvári Rákóczi SE 1949–1950: Kaposvári Dolgozók 1950–1951: ÉDOSZ 1951–1956: Kaposvári Kinizsi 1956–1957: Kaposvári Rákóczi SC 1957–1970: Kaposvári Kinizsi 1970–1992: Kaposvári Rákóczi SC 1992-: Kaposvári Rákóczi FC | |
| 85. | Székesfehérvári MÁV Előre SC | Székesfehérvár                            | 1909           | 1977–78    | 3       | 1909–1910: Délivasút MTK 1910–1932: Székesfehérvári Előre 1932–1949: Székesfehérvári MÁV Előre 1949–1955: Székesfehérvári Lokomotív 1955–1956: Székesfehérvári Törekvés 1956–: Székesfehérvári MÁV Előre SC | |
| 86. | Rákospalotai EAC             | Rákospalota 1950-ig Budapest XV. 1950-től | 1912           | 1979–80    | 10      | 1912–1940-es évek: Rákospalotai EAC 1966–1972: Fősped Szállítók 1972–1991: Volán SC 1991: Volán FC 1991–: Rákospalotai EAC | 1991-ben a Volán FC és Rákosmenti TK fúziójából jött létre ismét a REAC Az 1999–2000-es idény téli szünetében a REAC megvásárolta a másodosztályú PMFC indulási jogát, a harmadosztályú jogot pedig eladta a Dunakeszi Kinizsinek. |
| 87. | Nyíregyháza Spartacus FC     | Nyíregyháza                               | 1928           | 1980–81    | 14      | 1928–1949: Nyíregyházi VSC 1949–1954: Nyíregyházi Lokomotív 1954–1977: Nyíregyházi VSC 1977–1992: Nyíregyházi VSSC 1992–1998: Nyíregyházi FC 1998–2003: Nyírség-Spartacus FC 2003: Nyíregyháza Spartacus FC | 1977-ben az NYVSC és a Nyíregyházi Spartacus Petőfi fuzionált. 2003-ban a Nyírség-Spartacus Labdarúgó Kft.-t felszámolták, a Kertvárosi FC jogutódaként létrejött a Nyíregyháza Spartacus FC.                                      |
| 88. | BFC Siófok                   | Siófok                                    | 1921           | 1985–86    | 20      | 1921–1949: Siófoki SE 1949–1950: Olajipari Dolgozók SE 1950–1953: Építők SE 1953–1955: Sparatacus SE 1955–1956: Vörös Meteor 1956–1957: Siófoki Bányász SK 1957: Siófoki MÁV 1957–1963: Siófoki Olajmunkás 1963–1998: Siófoki Bányász SE 1998–2003: Siófok FC 2003–2004: Balaton FC 2004–2005: Siófoki Bányász SE 2005–: BFC Siófok                                                                        | 2004-ben a Balaton FC jogutódaként Miskolcon létrejött a DVTK-BFC. 2005-től a Bodajk FC jogutódaként jött létre a BFC-Siófok. |
| 89. | Dunakanyar-Vác FC            | Vác                                       | 1899           | 1987–88    | 14      | 1889–1948: Váci VSE 1948–1951: Váci DTK 1951–1954: Váci Vörös Lobogó 1954–1956: Váci Bástya 1956–1957: Váci VSE 1957–1961: Váci Petőfi 1961–1969: Váci VSE 1969–1991: Váci Izzó MTE 1991–1997: Vác FC-Samsung 1997–2000: Vác FC 2000–2003: Vác VLSE 2003–2007: Vác-Újbuda LTC 2007–: Dunakanyar-Vác FC | 1987-ben a Budapesti Vasas Izzó az egyesületbe olvadt. |
| 90. | Veszprém FC                  | Veszprém                                  | 1912-2015      | 1988–89    | 5       | 1912–1920: Veszprémi TFC 1920–1969: Vegyész TC 1969–1985: Bakony Vegyész TC 1985–1990: Veszprémi SE 1990–1996: Veszprém FC 1996–1998: Jutas VFK 1998–2005: Veszprém LC 2006–: Veszprém FC | |

## 1990–
| #    | Csapat neve                | Település     | Működés   | Első idény | Idények | Névváltoztatások | Megjegyzések |
| ---- | -------------------------- | ------------- | --------- | ---------- | ------- | --- | --- |
| 91.  | Soproni FAC                | Sopron        | 1900      | 1993–94    | 2       | 1900–1978: Soproni FAC 1978–1991: Soproni SE 1991–1992: Soproni LC 1992–1996: EMDSZ-Soproni LC 1996–1998: Soproni FAC 1998–1999: Soproni Dreher FC 1999–: Soproni FAC                                        | |
| 92.  | Stadler FC                 | Akasztó       | 1994–1998 | 1994–95    | 4       | | A Kiskőrösi Petőfi LC jogutódaként jött létre.                                                                          |
| 93.  | Gázszer FC                 | Gárdony-Agárd | 1994–1999 | 1997–98    | 2       | | Jogelődje a Velence Tours csapata. Az 1999–2000 idény téli szünetében eladta az indulási jogát a Pécsi MFC-nek.         |
| 94.  | Tiszakécske FC             | Tiszakécske   | 1993–1999 | 1997–98    | 1       | | 1999-ben Ceglédre költöztették a csapatot, kezdetben TFC-Cegléd néven játszott, de később elhagyta a Tiszakécske nevet. |
| 95.  | Szeged LC                  | Szeged        | 1998–2000 | 1999–00    | 1       | | jogelődje a Kiskundorozsmai ESK. Az 1999–2000-es idényt nem sikerült befejeznie.                                        |
| 96.  | FC Sopron                  | Sopron        | 1923–2008 | 2000–01    | 8       | 1923–1991: Soproni Postás SK 1991–1992: Soproni Távközlési SE 1992–2005: Matáv Sopron 2005–2008: FC Sopron                                                                                                   | |
| 97.  | Lombard Pápa Termál FC     | Pápa          | 2004-2015 | 2004–05    | 8       | | A Lombard FC 2004-ben tette át a székhelyét Szombathelyről Pápára.                                                      |
| 98.  | Paksi FC                   | Paks          | 1952      | 2006–07    | 19      | | |
| 99.  | Kecskeméti TE              | Kecskemét     | 1911      | 2008–09    | 10      | 1911–1913: Kecskeméti MTE 1913–1945: Kecskeméti TE 1945–1949: Kecskeméti MTE 1949–1954: Kecskeméti SzTE 1954–1956: Kecskeméti Kinizsi 1956–1998: Kecskeméti TE 1998–2003: Kecskeméti FC 2003–: Kecskeméti TE | 1949-ben egyesült a Kecskeméti AC-val 1998-ban egyesült a Kecskeméti SC-vel                                             |
| 100. | Mezőkövesd-Zsóry SE        | Mezőkövesd    | 1975      | 2013–14    | 9       | Mezőkövesdi SE Mezőkövesd-Zsóry SE | |
| 101. | Puskás Akadémia FC         | Felcsút       | 2007      | 2013–14    | 11      | Videoton-PFLA Puskás Akadémia FC | A 2011–12-es idényig a Videoton FC második csapataként szerepelt.                                                       |
| 102. | Dunaújváros PASE           | Dunaújváros   | 1998      | 2014–15    | 1       | | Dunaújváros Pálhalma Agrospeciál Sport Egyesület                                                                        |
| 103. | Gyirmót                    | Győr          | 1993      | 2016–17    | 2       | | Gyirmót FC |
| 104. | Balmaz Kamilla Gyógyfürdő  | Balmazújváros | 1912      | 2017–18    | 1       | | Balmazújváros FC |
| 105. | Kisvárda FC                | Kisvárda      | 1911      | 2018–19    | 6       | | |
| 106. | Kolorcity Kazincbarcika SC | Kazincbarcika | 1957      | 2025–26    |         | | |